# Lex Iulia Municipalis
La lex Iulia Municipalis fu una legge romana promulgata da Giulio Cesare nel 45 a.C.
Tale legge è pervenuta nelle tavole di Heraclea, un'iscrizione rinvenuta presso il greto del fiume Cavone nell'antico territorio della città di Heraclea e conservata al Museo Archeologico Nazionale di Napoli. Questa legge ha un carattere generale sulla riorganizzazione amministrativa delle città con alcune norme a carattere sociale. Con essa città e colonie assunsero il rango di municipio.
Essa prevedeva norme sulla circolazione stradale nell'Urbe, come la regolamentazione del traffico e il divieto ai carri che trasportavano merci di circolare nelle ore diurne per decongestionare la città già eccessivamente trafficata. Da questo divieto erano esclusi i carri trasportanti materiali adibiti alla costruzione di edifici di culto. Per queste norme la Lex Iulia può essere considerata l'antesignana del nostro Codice della strada
La legge affidò agli edili il mantenimento della pulizia di luoghi pubblici come il foro e le piazze. Inoltre questa legge stabilì l'esclusione dei prostituti omosessuali passivi dalle principali cariche politiche, come quella senatoriale, e la perdita dei diritti.